# Suzhou
Suzhou (蘇州T, 苏州S, SūzhōuP) è una città cinese che si trova nella provincia dello Jiangsu, lungo le sponde del lago Tai Hu, nei pressi dell'estuario del Fiume Azzurro. La città è famosa per i suoi ponti di pietra, le pagode e gli splendidi giardini, che sono diventati un'importante meta turistica. Suzhou è stata un'importantissima città per quanto riguarda l'industria della seta durante la Dinastia Song (960 - 1279), posizione che continua a mantenere ancora oggi. È una delle città col più alto sviluppo economico della Cina.

## Storia

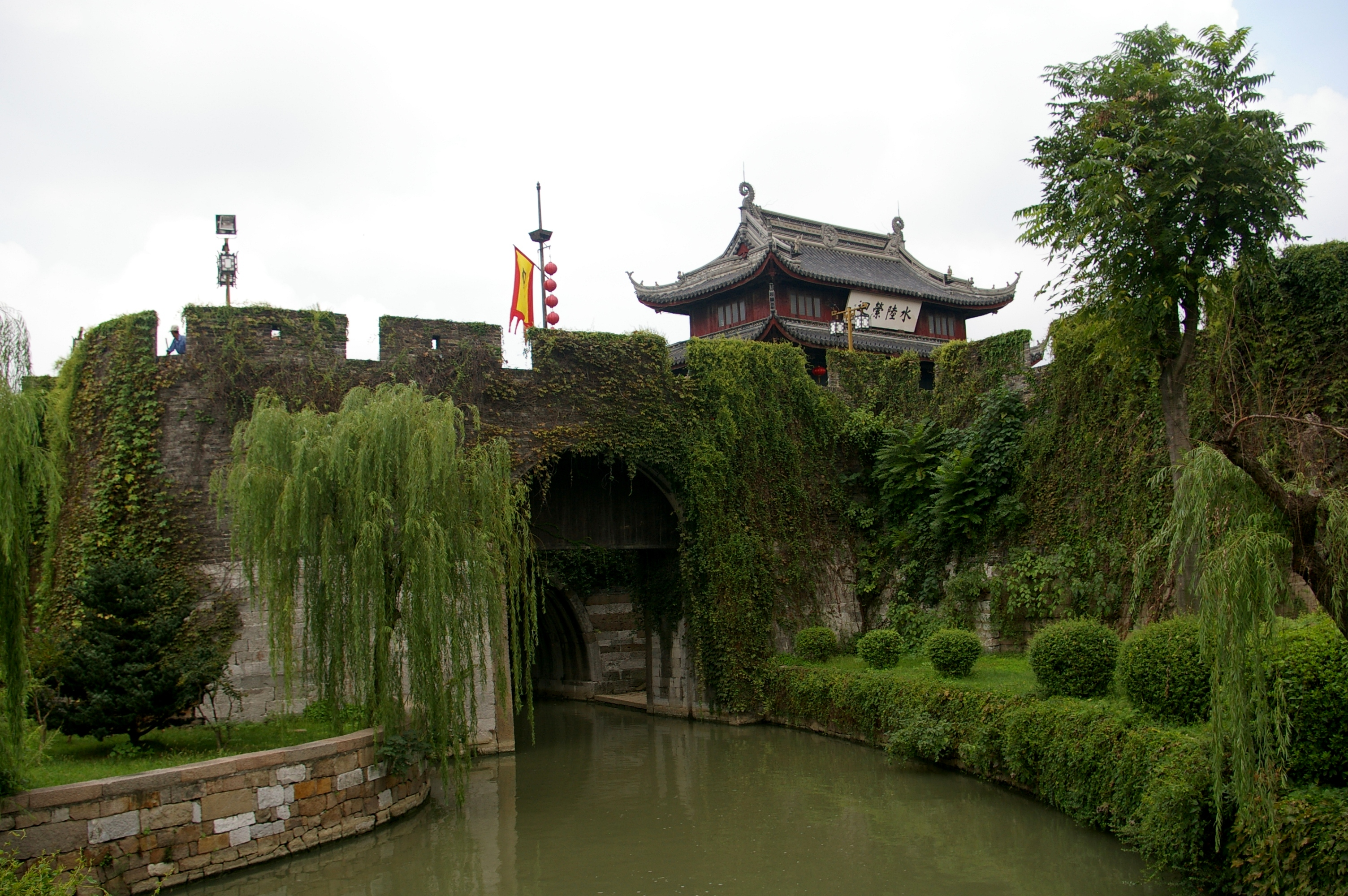
Le antiche mura di Porta Pan

La città ha una storia antichissima, considerata la culla della cultura Wu: 2.500 anni fa, durante la Dinastia Shang, alcune popolazioni (che chiamavano sé stesse Gou Wu) vivevano già nell'area che avrebbe poi ospitato la città.
Nel 514 a.C., durante il periodo della Primavera e dell'Autunno, il re Helu dello stato di Wu fondò la "Grande città di Helu", l'antico nome di Suzhou, e la elesse a sua capitale. Nel 496 a.C. Helu venne sepolto nella collina che si trova al centro della città.
Nel 473 a.C. Wu venne sconfitto dallo stato di Yue, un altro regno orientale che venne presto annesso dallo stato di Chu nel 306 a.C. Il periodo d'oro di Suzhou era finito. Oggi sono ancora visibili i resti di questa civiltà, nelle mura e in una delle porte che le attraversano.
A partire dalla Dinastia Qin la città era conosciuta col nome di Wu. Xiang Yu iniziò qui la sua storica rivolta del 209 a.C., contribuendo alla fine della Dinastia Qin. Il nome attuale di Suzhou venne assegnato alla città nel 589, durante la Dinastia Sui.
Dopo il completamento del Gran Canale nel VI secolo, Suzhou si ritrovò in una zona strategica, al centro di un'importante via commerciale, che la renderà una delle maggiori città industriali e commerciali della storia della Cina.
Nell'825, durante la Dinastia Tang, venne costruito un altro canale artificiale dal poeta cinese Bai Juyi, per poter collegare la città con Huqiu a scopo turistico. Nel 1035 venne eretto un tempio di Confucio per opera di un altro grande poeta cinese, Fan Zhongyan; il tempio divenne ben presto meta di visite anche imperiali.
Nel febbraio del 1130 l'esercito della Dinastia Jīn saccheggiò e distrusse la città, che venne distrutta nuovamente anche durante l'invasione mongola nel 1275 e agli inizi della Dinastia Ming, nel 1367. La città fu visitata da Marco Polo e descritta ne Il Milione:
Sugiu è nobilissima e grande città. Sono idolatri e soggetti al Gran Kan, e hanno seta in grandissima quantità facendo molti tessuti per vestirsene. Ci sono ricchi e ragguardevoli mercanti. La città è grandissima, di un circuito di sessanta miglia. È così fittamente popolata che non è possibile contare gli abitanti. E vi dico che se fossero gente d'armi, quelli del Mangi conquisterebbero il mondo. Invece non sono gente d'armi, ma esperti mercanti, uomini di sottile intendimento in ogni mestiere ed hanno fra loro grandi filosofi e grandi medici molto sapienti dei segreti della natura. Grande è presso di loro il numero degli astrologi e degli indovini. E pensate che in questa città ci sono ben seimila ponti di pietra sotto i quali possono passare una o due galee. Nelle montagne intorno crescono il rabarbaro e lo zenzero in grande abbondanza, tanto che per un grosso veneziano si possono avere sessanta libbre di zenzero fresco, eccellente. La città ha sotto la sua signoria altre sedici città grandi e fervide di commerci e di botteghe d'artigiani.
Dopo questi rovesci, la città ebbe una storia ben più prospera. Durante le dinastie Ming e Qing vennero costruiti gran parte dei suoi famosi giardini. Un ultimo rovescio Suzhou lo subì nel 1860, durante la rivolta dei Taiping, quando venne catturata dall'esercito ribelle. La liberazione avvenne solo nel novembre del 1863 per opera di Charles George Gordon.
Durante l'invasione giapponese del 1937 molti dei giardini della città vennero devastati; solo negli anni cinquanta vennero restaurati al loro antico splendore.
Nel 1997 i Giardini classici di Suzhou sono entrari nell'elenco dei patrimoni dell'umanità dell'UNESCO.

## Monumenti e luoghi d'interesse
Giardini classici di Suzhou
Numerosi giardini classici sono conservati in città. Costituiscono un notevole esempio di giardino tradizionale cinese, tanto che otto di questi sono stati dichiarati dall'UNESCO patrimonio dell'umanità. Fra essi spiccano il Giardino dell'Umile Amministratore, del 1509; il Giardino del Maestro delle Reti, del XII secolo; il Giardino della Foresta dei Leoni, del 1342; il Giardino del Padiglione delle Onde che Irrompono, del XII secolo.
Tempio delle Pagode Gemelle
Questo tempio, fondato nel IX secolo, conserva solo le due snelle pagode gemelle risalenti al XII secolo, costruite in laterizi.
Tempio della Collina della Tigre
Una leggenda narra che sulla collina dove sorge il tempio, il re He Lu del Regno di Wu (V secolo) si allenava con la sua spada e che 3 giorni dopo la sua morte apparve sul sito una tigre bianca, che diede il nome al luogo di Collina della Tigre. Spicca nel complesso l'antica Pagoda della Collina della Tigre, eretta fra il 907 e il 961.
Porta Pan
Sorge sull'angolo sud-ovest della città storica ed è l'antica superstite della cinta muraria che cingeva Suzhou. Risale all'epoca ming.
Tempio di Confucio
Gli edifici che lo compongono risalgono al XII secolo (epoca song). Oggi ospita il Museo di Suzhou.

### Musei
Nella città sono presenti il Museo di Suzhou che ospita una collezione di dipinti, calligrafie e oggetti fatti a mano, il Museo della seta di Suzhou e il Museo del teatro e dell'opera.

## Galleria d'immagini

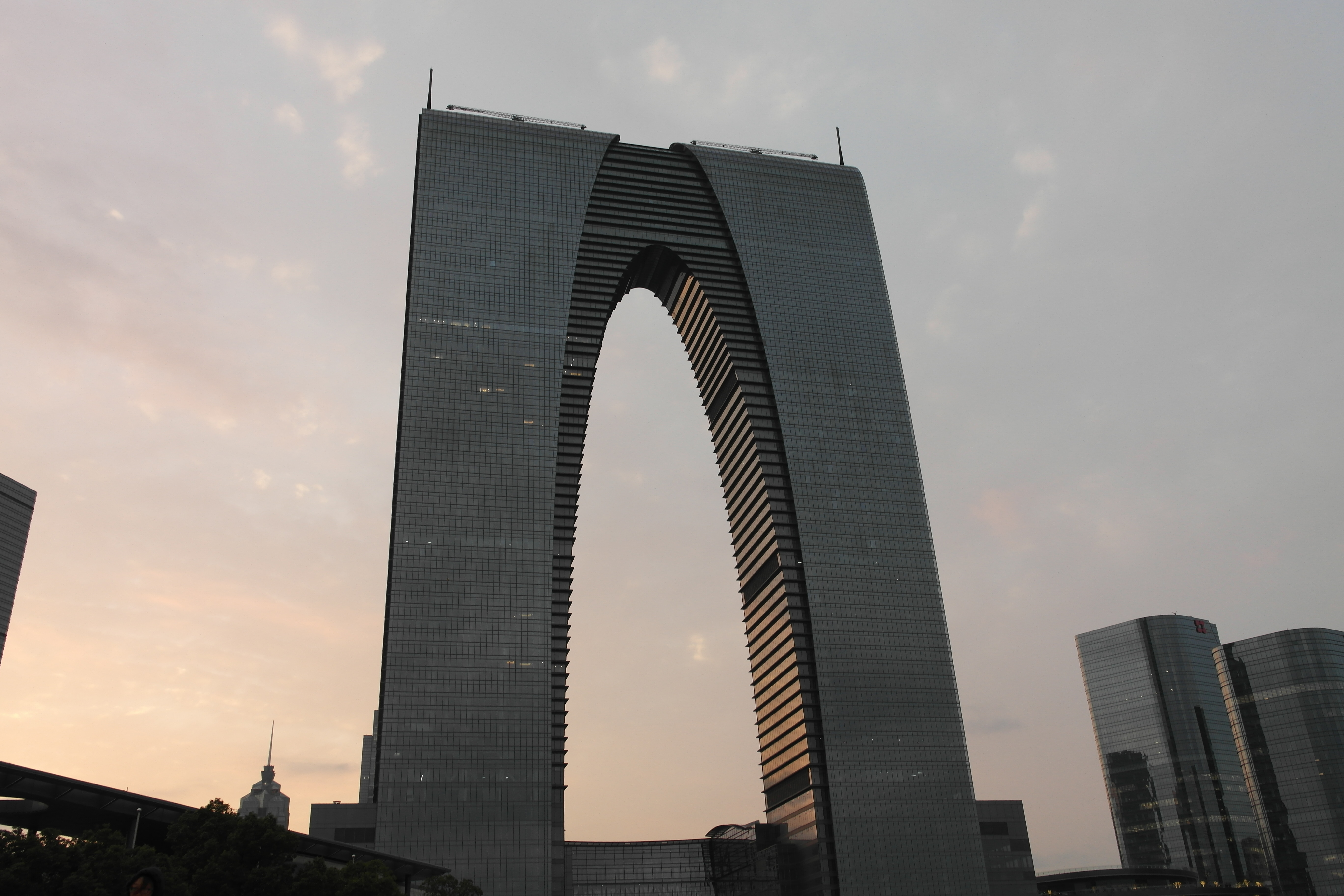
Gate to the East, il secondo edificio più alto della città dopo il Suzhou IFS.
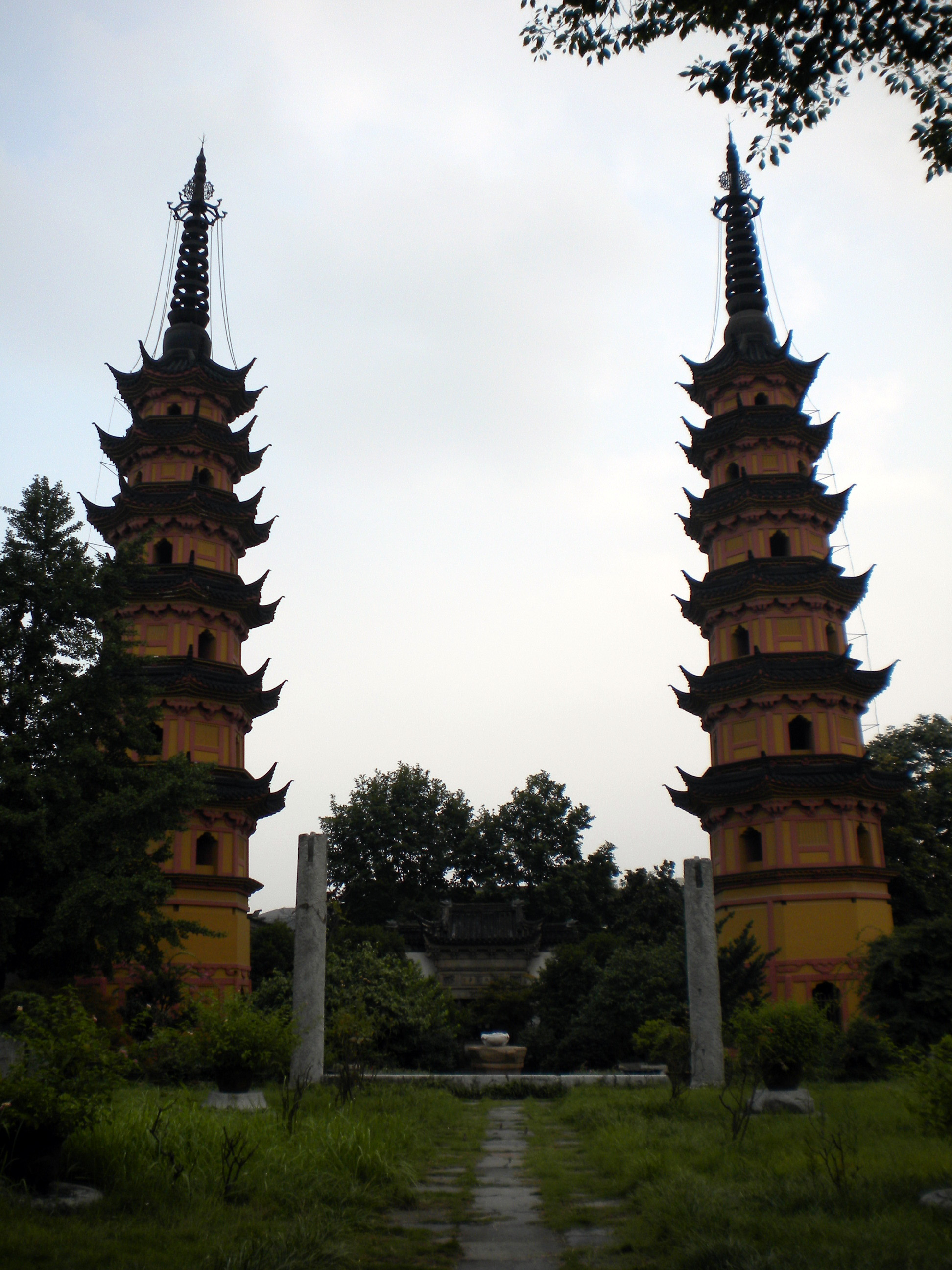
Tempio delle Pagode Gemelle, XII secolo.
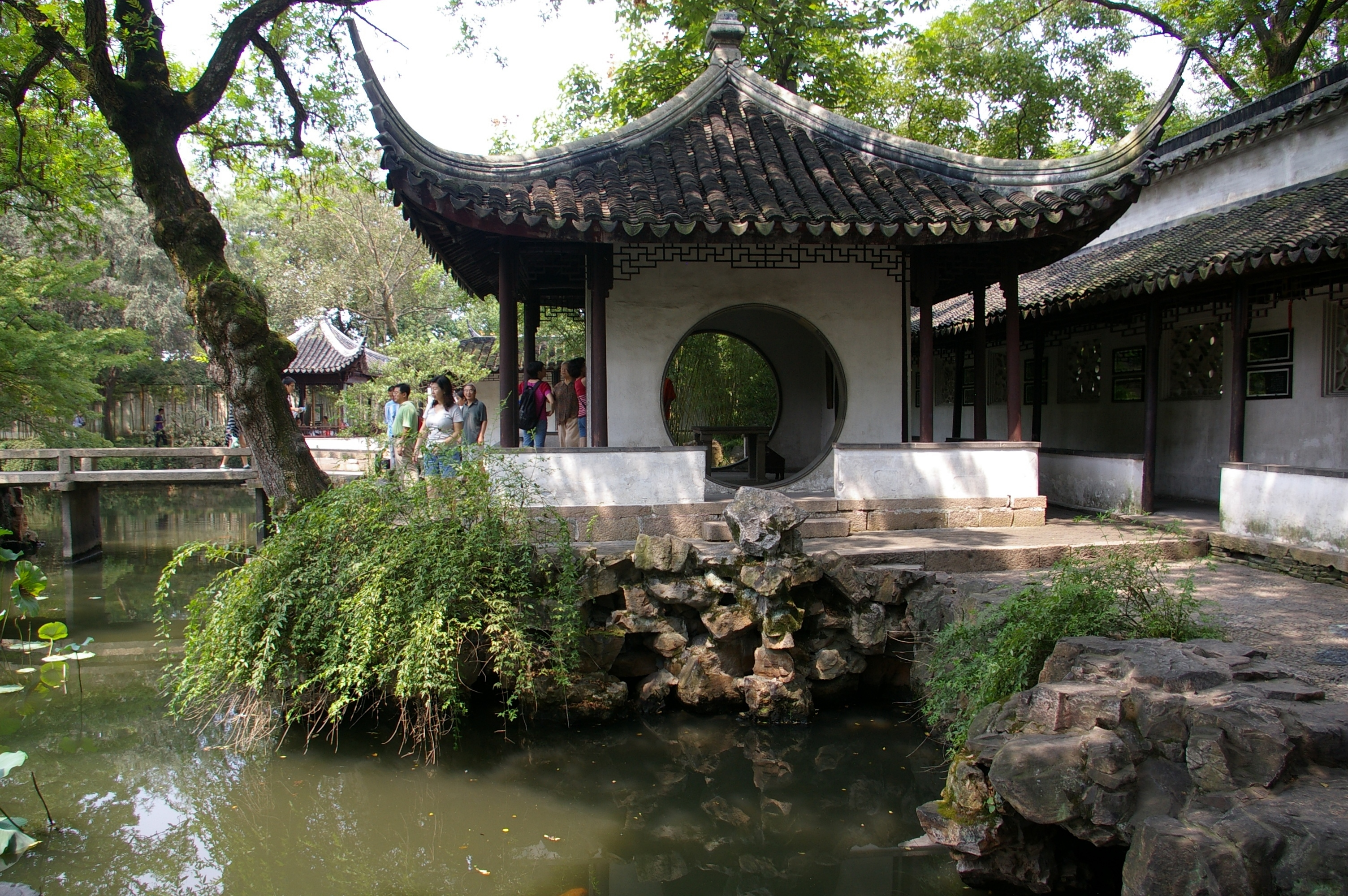
Giardino dell'Umile Amministratore, del 1509.
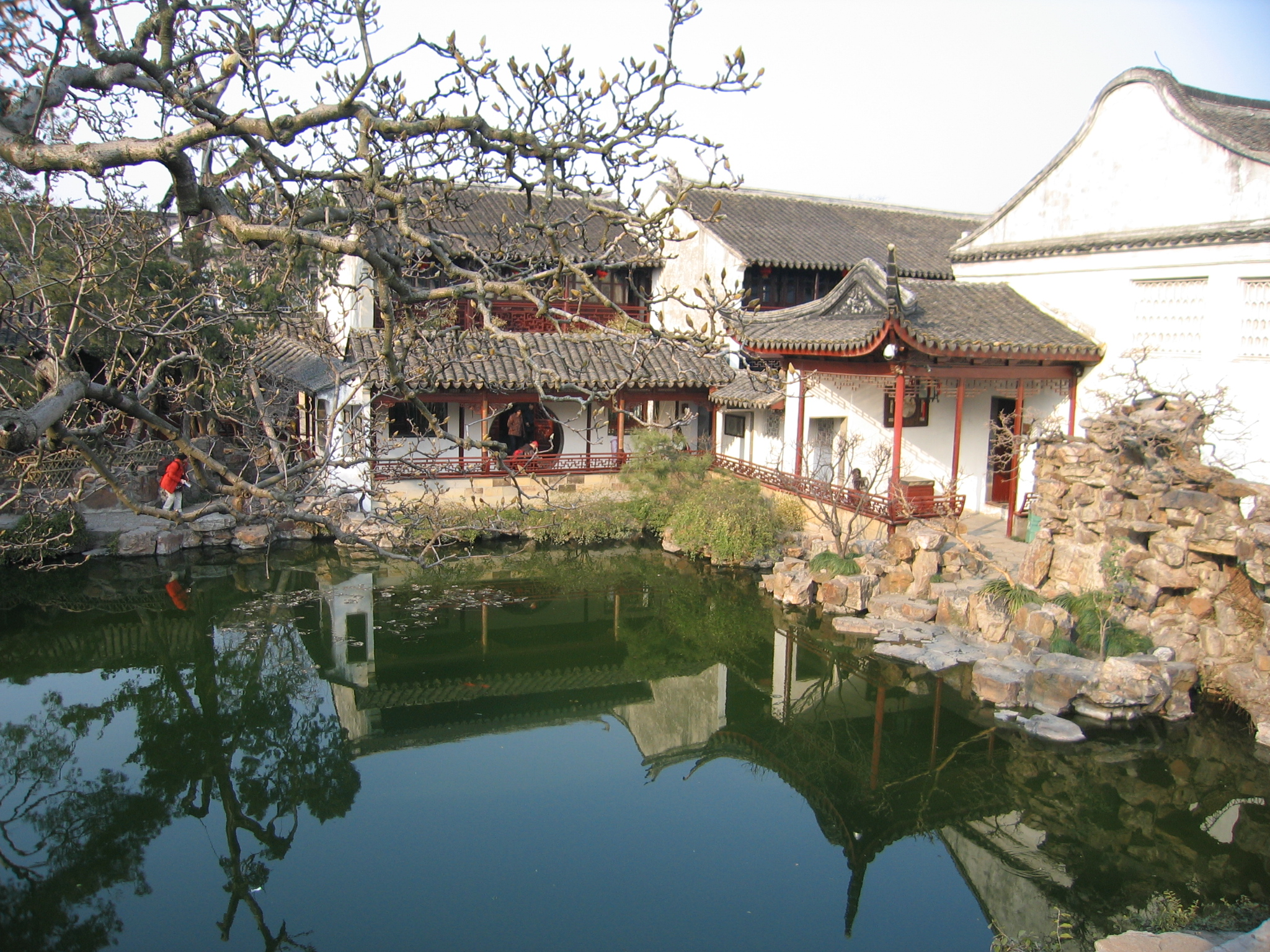
Giardino del Maestro delle Reti, XII secolo.
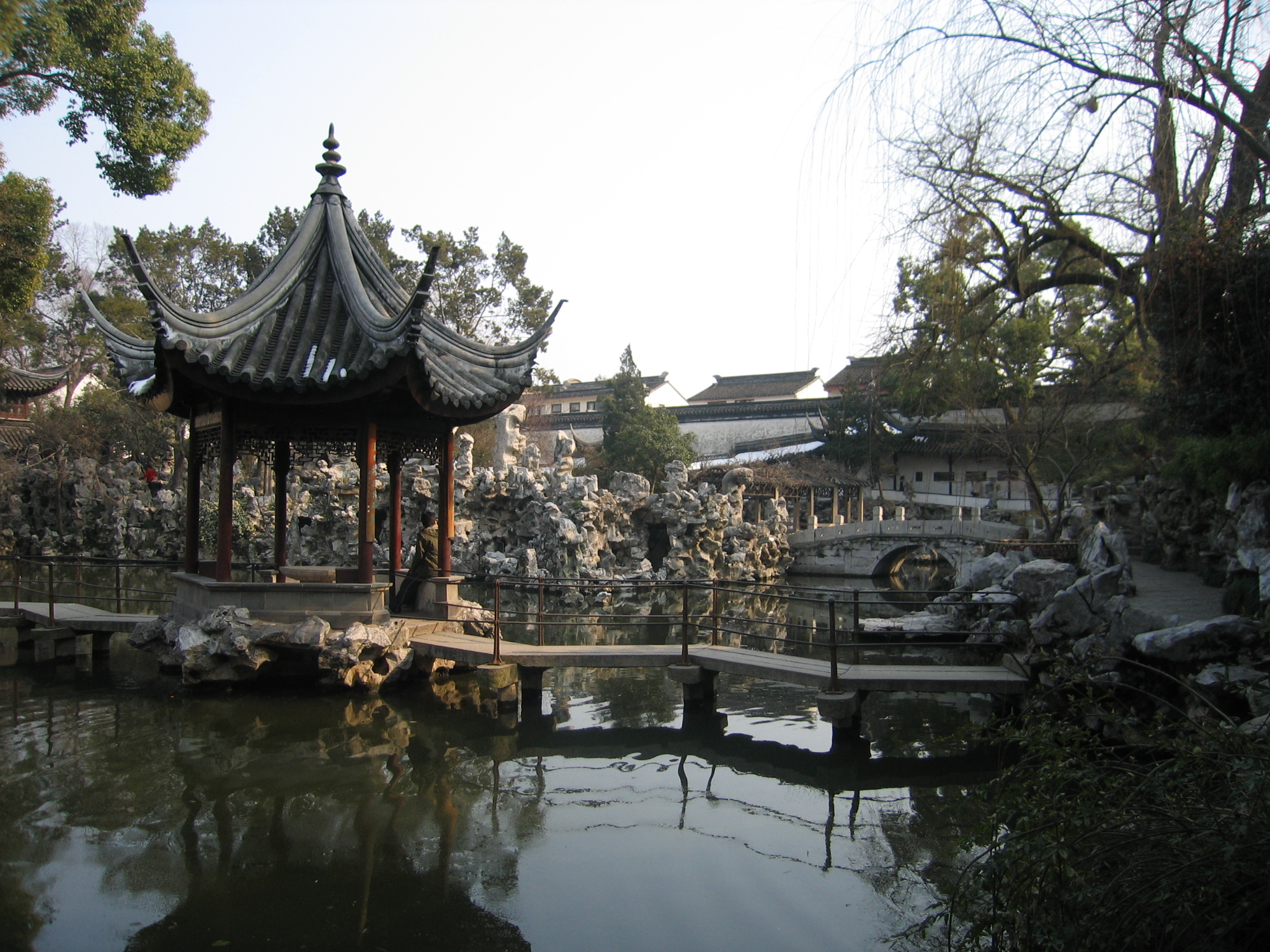
Giardino della Foresta dei Leoni, del 1342.
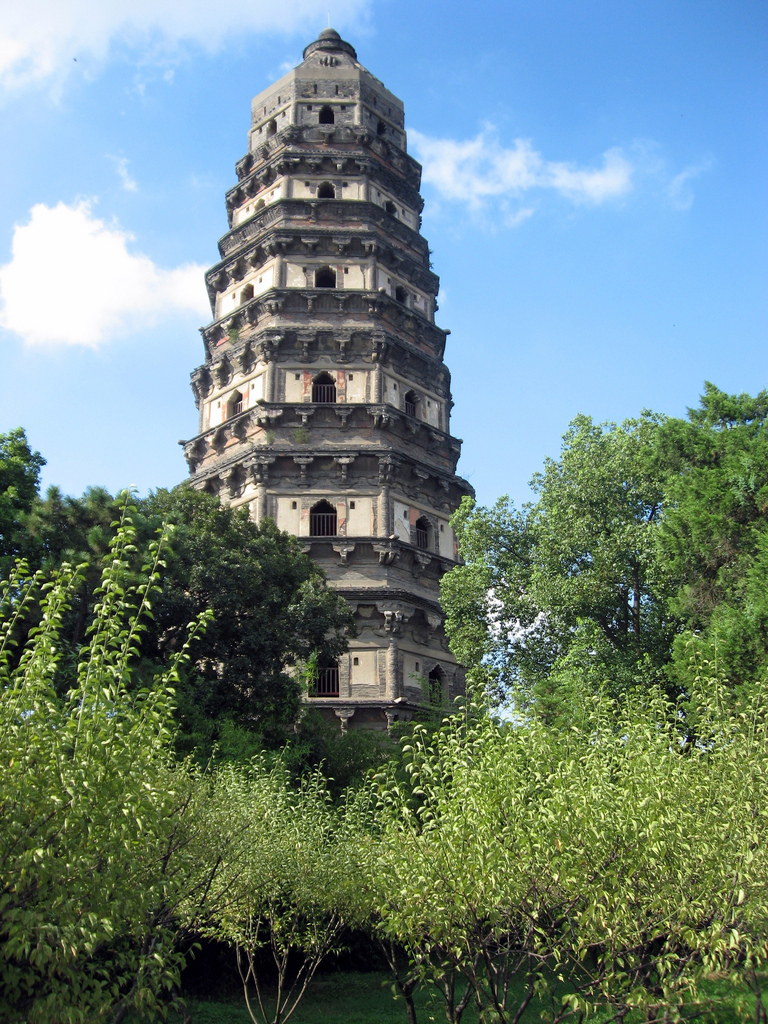
Pagoda della Collina della Tigre.

## Amministrazione

### Gemellaggi

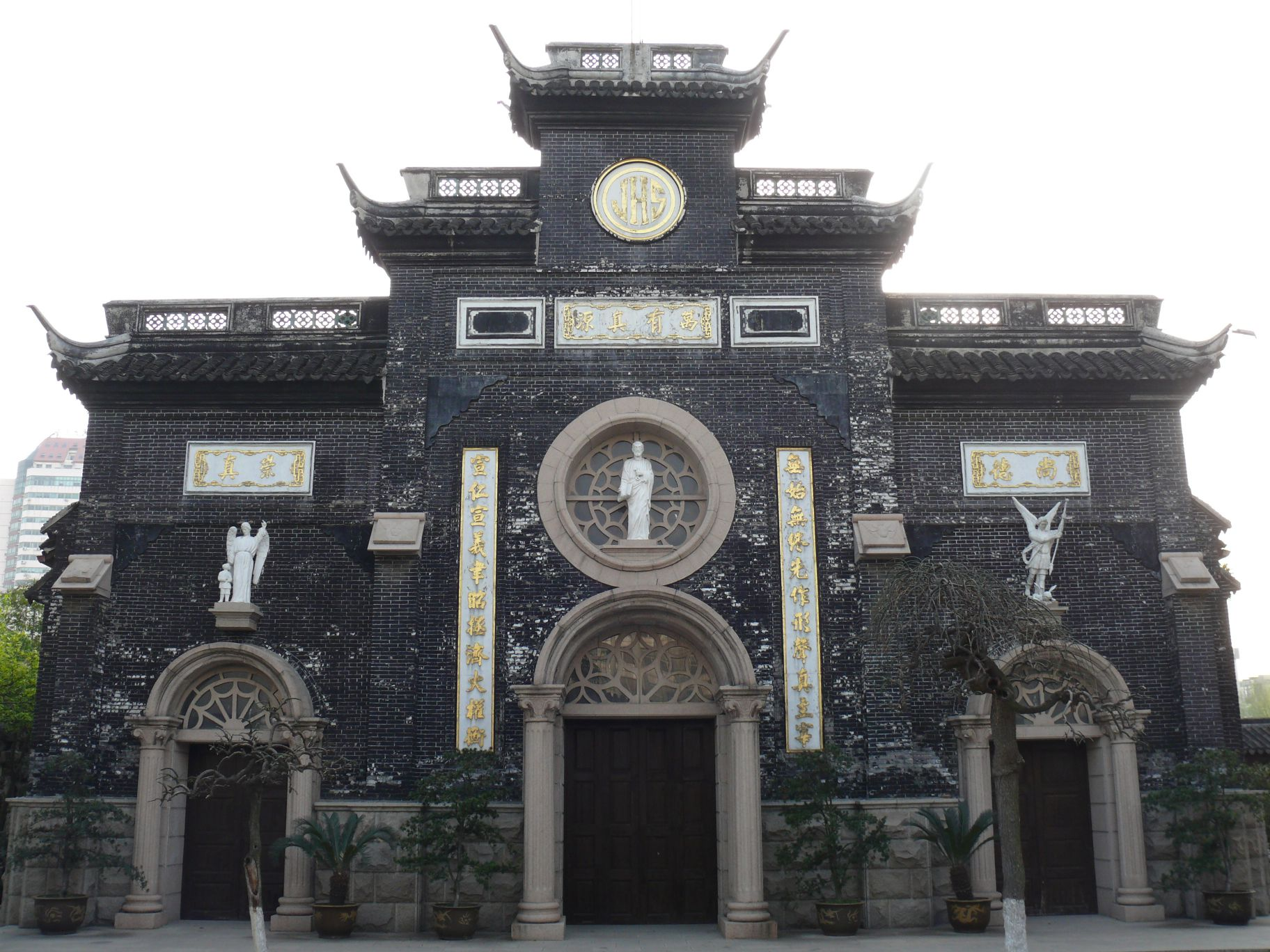
Cattedrale di Suzhou

- Venezia, dal 1980
- Antananarivo, dal 2004
- Victoria
- Taupo

## Istruzione
- Kedge Business School